# Mistrovství světa v ragby 2007
Mistrovství světa v ragby 2007 (Rugby World Cup 2007) se konal ve dnech 7. září až 20. října 2007 ve Francii, čtyři zápasy hostil i Millennium Stadium v Walském Cardiffu a dva zápasy stadión Murrayfield v Edinburghu.
V turnaji se střetlo 20 týmů, které byly rozděleny do čtyř skupin po pěti. Z každé skupiny postoupily dva týmy do vyřazovací části. Ve finále vyhrála JAR nad Anglií 15:6 a v souboji o 3. místo Francie podlehla Argentině 10:34. Nejvíce bodů (105) nasbíral Jihoafričan Percy Montgomery a nejvíce pětek (8) položil jeho krajan Bryan Habana. 

## Kvalifikace
Z předešlého MS se kvalifikovaly všechny týmy, co skončili minimálně ve čtvrtfinále. Z africké kvalifikace se na MS probojovala Namibie, ze spojené části pro Severní a Jižní Ameriku se kvalifikovala Argentina společně s Kanadou a USA, z Asie Japonsko, z Evropy se přímo dostala Itálie, Rumunsko a Gruzie a v Oceánii se přímo kvalifikovala Samoa a Fidži. Z mezikontinentálních zápasů se na MS dostala Tonga na úkor Jižní Korey a Portugalsko, které v dvojzápasech vyřadilo Maroko a Uruguay.  

## Základní skupiny
| Legenda k barvám | Legenda k barvám                                                                                            |
| ---------------- | --- |
|                  | Týmy, které postoupily do čtvrtfinále, čímž se automaticky kvalifikovaly na mistrovství světa v ragby 2011. |
|                  | Vyřazené týmy na třetích místech ve skupinách, které se kvalifikovaly na mistrovství světa v ragby 2011.    |

### Skupina A
| Pořadí | Země   | Utkání   | Utkání    | Utkání | Utkání | Skóre  | Skóre  | Skóre  | Bonusové body | Body |
| Pořadí | Země   | Odehráno | Vítězství | Remíza | Prohry | Uhrané | Soupeř | Rozdíl | Bonusové body | Body |
| ------ | ------ | -------- | --------- | ------ | ------ | ------ | ------ | ------ | ------------- | ---- |
| 1      | JAR    | 4        | 4         | 0      | 0      | 189    | 47     | +142   | 3             | 19   |
| 2      | Anglie | 4        | 3         | 0      | 1      | 108    | 88     | +20    | 2             | 14   |
| 3      | Tonga  | 4        | 2         | 0      | 2      | 89     | 96     | -7     | 1             | 9    |
| 4      | Samoa  | 4        | 1         | 0      | 3      | 61     | 142    | -81    | 1             | 5    |
| 5      | USA    | 4        | 0         | 0      | 4      | 25     | 53     | -28    | 1             | 1    |

8. září 2007 Anglie - USA 28:10
9. září 2007 JAR - Samoa 59:7
12. září 2007 USA - Tonga 15:25
14. září 2007 Anglie - JAR 0:36 
16. září 2007 Samoa - Tonga 15:19 
22. září 2007 JAR - Tonga 30:25 
22. září 2007 Anglie - Samoa 44:22 
26. září 2007 Samoa - USA 25:21 
28. září 2007 Anglie - Tonga 36:20 
30. září 2007 JAR - USA 64:15 

### Skupina B
| Pořadí | Země      | Utkání   | Utkání    | Utkání | Utkání | Skóre  | Skóre  | Skóre  | Bonusové body | Body |
| Pořadí | Země      | Odehráno | Vítězství | Remíza | Prohry | Uhrané | Soupeř | Rozdíl | Bonusové body | Body |
| ------ | --------- | -------- | --------- | ------ | ------ | ------ | ------ | ------ | ------------- | ---- |
| 1      | Austrálie | 4        | 4         | 0      | 0      | 215    | 41     | +174   | 4             | 20   |
| 2      | Fidži     | 4        | 3         | 0      | 1      | 114    | 131    | -17    | 3             | 15   |
| 3      | Wales     | 4        | 2         | 0      | 2      | 163    | 105    | +58    | 4             | 12   |
| 4      | Japonsko  | 4        | 0         | 1      | 3      | 64     | 210    | -146   | 1             | 3    |
| 5      | Kanada    | 4        | 0         | 1      | 3      | 51     | 120    | -69    | 0             | 2    |

8. září 2007 Austrálie - Japonsko 91:3 
9. září 2007 Wales - Kanada 42:17 
12. září 2007 Japonsko - Fidži 31:35 
15. září 2007 Wales - Austrálie 20:32 
16. září 2007 Fidži - Kanada 29:16 
20. září 2007 Wales - Japonsko 73:18
23. září 2007 Austrálie - Fidži 55:12 
25. září 2007 Kanada - Japonsko 12:12 
29. září 2007 Austrálie - Kanada 37:6 
29. září 2007 Wales - Fidži 34:38  

### Skupina C
| Pořadí | Země        | Utkání   | Utkání    | Utkání | Utkání | Skóre  | Skóre  | Skóre  | Bonusové body | Body |
| Pořadí | Země        | Odehráno | Vítězství | Remíza | Prohry | Uhrané | Soupeř | Rozdíl | Bonusové body | Body |
| ------ | ----------- | -------- | --------- | ------ | ------ | ------ | ------ | ------ | ------------- | ---- |
| 1      | Nový Zéland | 4        | 4         | 0      | 0      | 309    | 35     | +274   | 4             | 20   |
| 2      | Skotsko     | 4        | 3         | 0      | 1      | 116    | 66     | +50    | 2             | 14   |
| 3      | Itálie      | 4        | 2         | 0      | 2      | 85     | 117    | -32    | 1             | 9    |
| 4      | Rumunsko    | 4        | 1         | 0      | 3      | 40     | 161    | -121   | 1             | 5    |
| 5      | Portugalsko | 4        | 0         | 0      | 4      | 38     | 208    | -171   | 1             | 1    |

8. září 2007 Nový Zéland - Itálie 76:14 
9. září 2007 Skotsko - Portugalsko 56:10 
12. září 2007 Itálie - Rumunsko 24:18 
15. září 2007 Nový Zéland - Portugalsko 108:13 
18. září 2007 Skotsko - Rumunsko 42:0 
19. září 2007 Itálie - Portugalsko 31:5 
23. září 2007 Skotsko - Nový Zéland 0:40 
25. září 2007 Rumunsko - Portugalsko 14:10 
29. září 2007 Nový Zéland - Rumunsko 85:8 
29. září 2007 Skotsko - Itálie 18:16

### Skupina D
| Pořadí | Země      | Utkání   | Utkání    | Utkání | Utkání | Skóre  | Skóre  | Skóre  | Bonusové body | Body |
| Pořadí | Země      | Odehráno | Vítězství | Remíza | Prohry | Uhrané | Soupeř | Rozdíl | Bonusové body | Body |
| ------ | --------- | -------- | --------- | ------ | ------ | ------ | ------ | ------ | ------------- | ---- |
| 1      | Argentina | 4        | 4         | 0      | 0      | 143    | 33     | +111   | 2             | 18   |
| 2      | Francie   | 4        | 3         | 0      | 1      | 188    | 37     | +151   | 3             | 15   |
| 3      | Irsko     | 4        | 2         | 0      | 2      | 64     | 82     | -18    | 1             | 9    |
| 4      | Gruzie    | 4        | 1         | 0      | 3      | 50     | 111    | -61    | 1             | 5    |
| 5      | Namibie   | 4        | 0         | 0      | 4      | 30     | 212    | -182   | 0             | 0    |

7. září 2007 Francie - Argentina 12:17 
9. září 2007 Irsko - Namibie 32:17 
11. září 2007 Argentina - Gruzie 33:3 
15. září 2007 Irsko - Gruzie 14:10 
16. září 2007 Francie - Namibie 87:10 
21. září 2007 Francie - Irsko 25:3 
22. září 2007 Argentina - Namibie 63:3 
26. září 2007 Gruzie - Namibie 30:0 
30. září 2007 Francie - Gruzie 64:7 
30. září 2007 Irsko - Argentina 15:30

## Vyřazovací boje

### Čtvrtfinále
- Austrálie – Anglie 10:12 (6. října 2007)
- Nový Zéland – Francie 18:20 (6. října 2007)
- Jihoafrická republika – Fidži 37:20 (7. října 2007)
- Argentina – Skotsko 19:13 (7. října 2007)

### Semifinále
- Anglie – Francie 14:9 (13. října 2007)
- Jihoafrická republika – Argentina 37:13 (14. října 2007)

### Zápas o třetí místo
- Francie – Argentina 10:34 (19. října 2007)

### Finále
- Anglie – Jihoafrická republika 6:15 (20. října 2007)

## Závěrečné pořadí
1. Jihoafrická republika
2. Anglie
3. Argentina
4. Francie